# Doug Kirton
Douglas Kirton (* 21. März 1966 in Elmvale, Ontario) ist ein ehemaliger kanadischer Eishockeyspieler. Während seiner Karriere spielte er in Deutschland bei den Frankfurt Lions in der Deutschen Eishockey Liga sowie beim EHC Straubing und EV Landshut.

## Karriere
Kirton spielte seit seiner Kindheit Eishockey, im Alter von 15 Jahren spielte er bereits für die Orillia Travelways in der Ontario Junior Hockey League, mit denen er dreimal die kanadische Juniorenmeisterschaft gewinnen konnte. Als 20-Jähriger wurde im NHL Entry Draft 1986 in der zwölften Runde an 236. Stelle von den New Jersey Devils ausgewählt. Nach dem Draft wechselte er ans Colorado College, für dessen Mannschaft er vier Jahre lang in der National Collegiate Athletic Association auflief. Nach dem Besuch des Colleges trug er in mehreren Spielen das Trikot der Winston-Salem Thunderbirds in der East Coast Hockey League.
1991 kam Kirton nach Deutschland, ursprünglich um Urlaub zu machen und seine ehemaligen Mitspieler Mike Alexander und Chris Anderson zu besuchen. Anderson war damals beim EV Dingolfing unter Vertrag, Alexander spielte für den EHC Straubing. Im zunächst für sechs Wochen geplanten Urlaub lief der Stürmer nebenbei beim EHC Straubing in der Regionalliga auf. Kirton spielte an der Seite seines ehemaligen Sturmpartners Mike Alexander, fand sich mit der größeren Eisfläche schnell zurecht und verlängerte seinen Aufenthalt in Bayern. Bereits in seiner ersten Saison wurde der Rechtsschütze Topscorer mit 138 Punkten in 40 Spielen, zudem konnte die Mannschaft die Meisterschaft und den Aufstieg in die Oberliga feiern. 1993 kam der Kanadier Ed Zawatsky durch Vermittlung von Kirton nach Straubing, beide hatten am College bereits zusammengespielt. Kirton und Zawatsky bildeten zusammen ein erfolgreiches Sturmduo, über vier Jahre hinweg standen die Kanadier an der Spitze der Scorerliste des EHC Straubing.
1997 wechselte Doug Kirton zu den Frankfurt Lions in die Deutsche Eishockey Liga. Lions-Trainer Bernie Johnston hatte den Rechtsschützen als seinen Wunschspieler verpflichtet und machte aus dem Flügelstürmer einen Verteidiger. In Frankfurt spielte der Kanadier drei Jahre, 1998 und 1999 erreichte er mit der Mannschaft das Play-off-Halbfinale. 2000 kehrte Kirton nach Niederbayern zurück, nach einer Vermittlung durch Ed Zawatsky stand er in der Saison 2000/01 für den EV Landshut auf dem Eis. Anschließend ging der Rechtsschütze zurück nach Nordamerika und spielte an der Seite seines jüngeren Bruders Scott bei den Greenville Grrrowl in der ECHL. Mit 35 Jahren beendete Kirton 2001 seine aktive Karriere.
2003 war der Kanadier Co-Trainer der Mannschaft der University of Washington. 2005 kehrte er nochmals auf das Eis zurück und spielte in Japan für Sapporo Polaris. Seit 2007 ist Kirton Privatlehrer für Eishockey und Schlittschuhlauf in Renton im US-Staat Washington.
Als Würdigung für sein Verdienst um das Eishockey in Straubing wurde seine Trikotnummer im Jahr 2000 gesperrt. Die von Kirton getragene #11 wird nicht mehr vergeben, ein Banner wurde zu Ehren Kirtons unter dem Stadiondach aufgehängt.

## Erfolge und Auszeichnungen
- 1992 Deutscher Regionalligameister und Süddeutscher Meister mit dem EHC Straubing
- 2000 Auszeichnung als bester ausländischer Spieler aller Zeiten des EHC Straubing

## Karrierestatistik
(Legende zur Spielerstatistik: Sp oder GP = absolvierte Spiele; T oder G = erzielte Tore; V oder A = erzielte Assists; Pkt oder Pts = erzielte Scorerpunkte; SM oder PIM = erhaltene Strafminuten; +/− = Plus/Minus-Bilanz; PP = erzielte Überzahltore; SH = erzielte Unterzahltore; GW = erzielte Siegtore; 1 Play-downs/Relegation; Kursiv: Statistik nicht vollständig)